# Vědomostní propast
Vědomostní propast (anglicky knowledge gap) je anglický pojem referující o vědomostním rozdílu ve společnosti. Volně přeloženo jde o vědomostní rozdíl, mezeru či propast. Díky postupnému vývoji masových médií je možné tyto nerovnosti snižovat. S termínem přichází akademik Phillip J. Tichenor z Minnesotské univerzity v roce 1970.

## Definice
Dle teorie jde o to, že vědomosti jsou sociálními systémy distribuovány nerovnoměrně. Sociální třída s vyšším socioekonomickým statusem má tendenci k získávání informací rychleji, než skupina s nižším socioekonomickým statusem. Pojem knowledge gap byl poprvé použit v roce 1970 na Minnesotské univerzitě (Tichenor a kol.), avšak s teorií, na které je pojem založen, se pracovalo již ve dvacátých letech 20. století. V 20. letech 20. století byly vypracovávány studie zaměrené na tehdejší média (noviny a rozhlas) v případě rozhlasu šlo z tehdejšího pohledu o nové médium. Mezi červnem a zářím roku 1921 byla v New Yorku provedena studie mezi muži z vyšších vrstev společnosti, která zkoumala jak moc čtou noviny.
Dle akademiků Tichenora, Donohue a Olienové existuje pět věcí, proč existují vědomostní propasti. U lidí s vyšším socioekonomickým statusem se objevují:
1. lepší komunikační schopnosti;
2. lepší porozumění kontextu o předcházejících událostech;
3. relevantnější sociální kontakty;
4. vyšší zaujatost tématy;
5. mediální trhy uspokojují chutě svých diváků.

Jde hlavně o informace šířené masovými médii (televize, rozhlas, noviny a internet). S tímto pojmem se pojí i aktualizovaný výraz digitální propast (digital divide), který značí rozdíly mezi skupinou, která nemá přístup k novým technologiím a skupinou, která k nim přístup má. S novějšími technologiemi je spojena i možnost příjmu většího množství informací nebo přímo specifičtějších, jen zde dostupných informací. Na tuto možnost navazuje fakt, že v dnešní době Webu 2.0 dochází k zahlcení uživatele informacemi, což je přímo spojené s tlakem na uživatele vybrat si právě ty zdroje, které jsou pravdivé či zkreslené. V tomto případě mluvíme o Informační gramotnosti uživatelů.

## Socioekonomický faktor
Mezi roky 1937 a 1938 byla ve Spojených státech amerických provedena studie zabývající se vztahem mezi příjmy domácnosti a časem stráveným poslechem rozhlasu i výběrem pořadů. Studie ukázala že s rostoucími příjmy v domácnosti klesá čas strávený posloucháním rozhlasu. Na druhou stranu je zde i zřetelný rozdíl v obsahu, který posluchači konzumují. Kdy lidé z vyšších socioekonomických vrstev spíše poslouchají vážnější pořady (jako příklad je uveden projev amerického senátora Hugo Blacka v případě nejvyšší vrstvy slyšelo projev 62% respondentů u nejnižší pouze 35%). Zde je vidět že i přes stejnou příležitost obou skupin je každá zaujata jinými pořady, z nichž ty s větší informační hodnotou jsou spíše konzumovány socioekonomicky úspěšnějšími.

## Politiky snižující vědomostní propast
Snahy o snížení vědomostní propasti se objevují ve formách politik jak na úrovních vlád jednotlivých států, tak na úrovni mezinárodních organizací. Mezi vládní politiky snižující vědomostní propast patří programy na bázi podmíněných finančních dávek, dnes fungujících ve více než 63 zemích. Mezi tyto programy patří například Mexický program státní sociální pomoci Oportunidades (Dnes známý pod názvem Prospera), který vznikl v roce 2002 na základě programu Progresa z roku 1997. Jeho primárním cílem je zprostředkovat vzdělání, lékařskou péči a výživu pro chudé rodiny, především matky a děti.
Program spočívá v poskytování ob-měsíčních podmíněných finančních dávek dotčeným rodinám, výměnou za to, že své děti posílají do školy či na lékařské prohlídky. Díky takovéto motivaci dochází ke zvyšování poptávky po vzdělání. Tyto dávky mimoděk slouží i k zajištění toho, že školní vzdělávání nebude ovlivňováno zdravotními problémy či podvýživou. Tento program zároveň zajišťuje rodinám prostředky k tomu, aby byly děti schopny dokončit základní vzdělání. Prospera funguje především díky tomu, že má jasně stanovený a transparentní systém volby příjemců dávek, a navíc pomáhá snížit finanční břemeno, které je se vzděláním a zdravotní péčí spojeno.
Na mezinárodní úrovni může sloužit k překlenutí vědomostní propasti Deklarace bezpečných škol, která byla navržena v roce 2015 organizací UNICEF k ochraně studentů, žáků a učitelů před konfliktem, podpoře vzdělání během konfliktu a k přípravě konkrétních opatření, která mají za úkol omezení vojenského používání školních budov. Tuto deklaraci dnes podporuje 111 zemí.
Mezi obecné návrhy politik pro zacelování vědomostní propasti patří například návrhy orientované na zapojení digitálních médií, aplikací a her. Ve věku od 6 do 8 let dítěte, tedy během takzvaného „středního dětství“, může zapojení těchto prostředků sloužit k překonávání vzdělanostních rozdílů v populaci a k lepšímu rozvoji kognitivních schopností jedince. Tyto návrhy mají důraz na politiky zaměřující se na mediální gramotnost, přenos učiva na novou situaci či kontext (s doporučením pro tvůrce politik zaměřit se na zkoumaní, jak se děti nejlépe učí za pomoci digitálních médií) a “zhernění” vzdělávání, které však zpomalují problémy jako například dostupnost zařízení či vysokorychlostní internet.